# Francis Richard Scobee
Francis Richard „Dick“ Scobee (* 19. Mai 1939 in Cle Elum, Washington; † 28. Januar 1986 bei Cape Canaveral, Florida) war ein US-amerikanischer Astronaut, der bei der Challenger-Katastrophe ums Leben kam.

## Militärlaufbahn
Scobee beendete 1957 die High School und verpflichtete sich für die US-Luftwaffe (USAF). Sein ursprünglicher Wunsch, mit Hilfe der USAF zu studieren, blieb ihm verwehrt. Es hätte für die Aufnahme an die Militärakademie der Empfehlung eines Politikers bedurft, die er nicht vorweisen konnte. Stattdessen wurde er von der Luftwaffe zum Mechaniker ausgebildet. Später wurde er nach Texas auf die Lackland Air Force Base versetzt, wo er tagsüber die Flugzeuge wartete und abends zwei Jahre lang das San Antonio Community College besuchte. Mit diesem Zusatzabschluss gelang es ihm, ein Stipendium zu bekommen, mit dem er sich an der University of Arizona einschrieb. 1965 erhielt er einen Bachelor in Luft- und Raumfahrttechnik.
Anschließend wurde Scobee auf der Moody Air Force Base in Georgia zum Piloten geschult, erhielt 1966 seine Lizenz und wurde dann in den Vietnamkrieg geschickt. Zurück in den USA wurde er von der Luftwaffe an der Aerospace Research Pilot School (ARPS) in Kalifornien zum Testpiloten ausgebildet. Nach erfolgreichem Abschluss im Jahr 1972 arbeitete er bis zu seinem Wechsel zur NASA am ARPS auf der Edwards Air Force Base an der Weiterentwicklung von Maschinen des Typs Boeing 747, dem Experimentalflugzeug X-24 oder der F-111 „Aardvark“. Seinen aktiven Dienst in der Air Force beendete Scobee im Rang eines Lieutenant Colonels.

## Astronautentätigkeit
Im Januar 1978 wurde Scobee aus 8079 Bewerbern für das Space-Shuttle-Programm ausgewählt. Das Training für die 35 Astronautenkandidaten (darunter die ersten sechs Frauen in der US-Raumfahrtgeschichte) begann im Herbst 1978 und wurde nach einem Jahr abgeschlossen.
Im Frühjahr 1983 wurde Scobee als Pilot des Fluges STS-41-C aufgestellt. Die einwöchige Mission fand im April des folgenden Jahres statt. Hauptaufgabe war das Einfangen des defekten Sonnenbeobachtungssatelliten SolarMax. Für die Bergung kam erstmals der Düsenrucksack MMU zum Einsatz, der sich gut bewährte. Zuvor war die Forschungsplattform LDEF (Long Duration Exposure Facility) ausgesetzt worden.
Scobee, den seine Freunde einfach „Scobs“ riefen, wurde bereits neun Monate nach seinem Jungfernflug mit der Durchführung einer weiteren Mission betraut. Als Kommandant stand er STS-51-L vor. Nach dem Aussetzen des zweiten Kommunikationssatelliten der TDRS-Reihe zehn Stunden nach dem Start sollte der sich in Erdnähe befindende Halleysche Komet beobachtet werden. Dazu war der Satellit SPARTAN an Bord, der am dritten Flugtag abgesetzt werden sollte, um mindestens 40 Stunden ungestört den Kometen observieren zu können. Nur 73 Sekunden nach dem Start am 28. Januar 1986 explodierte das Shuttle. Dabei kamen alle sieben Astronauten ums Leben.
Scobee wurde am 19. Mai 1986 – seinem Geburtstag – auf dem Nationalfriedhof Arlington beigesetzt. Er hinterließ seine Frau June und zwei Kinder, darunter den 1964 geborenen Sohn Richard W. Scobee der es in der US Air Force bis zum Generalleutnant brachte. Zu Ehren des Astronauten tragen unter anderem ein Mondkrater und zwei texanische Schulen seinen Namen (Die Dick Scobee Elementary sowie die Francis R. Scobee Junior High). Außerdem wurden der Auburn Municipal Airport (Dick Scobee Field), eine Straße in South Carolina (Dick Scobee Road) und das San Antonio College Planetarium in Texas nach ihm benannt (The Scobee Planetarium). 2004 wurde ihm postum die Congressional Space Medal of Honor verliehen.